# Малобобровская волость
Малобобро́вская во́лость — упразднённая административно-территориальная единица, существовавшая в составе 1-го стана Дмитровского уезда Орловской губернии с 1861 по 1890 год. 
Административным центром было село Малое Боброво.

## География
Располагалась в центральной части уезда. Занимала территорию к югу от Дмитровска в бассейне реки Нессы и её притоков. Граничила с Соломинской (на северо-востоке), Долбенкинской (на юго-востоке), Черневской (на юге), Упоройской (на юго-западе) и Балдыжской (на северо-западе) волостями. По состоянию на 1877 год площадь волости составляла 9 219 десятин (100,72 кв. км) — 14-е место в уезде из 21-го.
В настоящее время территория волости входит в состав Дмитровского района Орловской области.

## История
Образована в ходе реформы 1861 года. Между 1866 и 1877 годами к Малобобровской волости была присоединена Брянцевская волость.
Упразднена в 1890 году путём вхождения в состав новообразованной Круглинской волости.

## Состав волости
В 1877 году в состав волости входили 11 сельских обществ, 12 общин, 6 населенных пунктов:
| № | Населённый пункт | Тип населённого пункта |
| - | ---------------- | ---------------------- |
| 1 | Малое Боброво    | село, администр. центр |
| 2 | Брянцево         | село                   |
| 3 | Вижонка          | деревня                |
| 4 | Кочетовка        | деревня                |
| 5 | Круглое          | деревня                |
| 6 | Привич           | село                   |